# Genre, sexualité et société
Genre, sexualité et société est une revue scientifique francophone à comité de lecture en accès libre consacrée à la sexualité et aux questions de genre.  

## Description
Créée en 2007, à l'initiative de Régis Revenin et d'après une idée de Bruno Perreau, par un groupe de jeunes chercheurs et chercheuses en sciences sociales parmi lesquels Marianne Blidon, Bruno Perreau, Natacha Chetcuti, Stéphanie Kunert, Cécile Chartrain, Massimo Prearo, Mickaël Bertrand, la revue Genre, sexualité & société se revendique être un espace de dialogues et d’échanges autour des questions de genre et de sexualité.
En 2008, Eric Fassin est le responsable scientifique de la revue, Marianne Blidon est la rédactrice en chef, et Régis Revenin le directeur de la publication.
La revue est soutenue par l'Institut de recherche interdisciplinaire sur les enjeux sociaux de l'Université Sorbonne-Paris-Nord et par la Maison des Sciences Humaines.
Genre, sexualité & société est une revue en ligne à comité de lecture, francophone, internationale, pluridisciplinaire, consacrée à la sexualité et aux questions de genre. Depuis 2009, elle est semestrielle. 
Le premier numéro de la revue est publié en 2009, sous la direction de Cécile Chartrain et de Natacha Chetcuti. Le titre est Lesbiennes.
En 2020, Amélie Le Renard dirige la revue avec Virginie Dutoya.